# Ectactolpium astatum
Ectactolpium astatum är en spindeldjursart som beskrevs av Beier 1947. Ectactolpium astatum ingår i släktet Ectactolpium och familjen Olpiidae. Inga underarter finns listade i Catalogue of Life.